# Acer stewarti
Acer stewarti — вимерлий вид клена, описаний із серії викопних листків і самарів. Вид відомий виключно з ранньоеоценових відкладень, відкритих на півдні центральної Британської Колумбії, Канада, поруч із північно-східним штатом Вашингтон, США. Це один із лише двох видів, що належать до вимерлої секції Stewarta.

## Опис
Листки Acer stewarti прості за будовою, з ідеально актинодромною жилковою структурою і, як правило, мають овальну форму. Листки п'ятилопатеві з двома базальними частками настільки ж глибоко розрізаними, як і зубці на верхніх частках. Листя мають п'ять основних жилок і мають загальні розміри понад 6.5 сантиметрів у довжину та 6.0 сантиметрів у ширину. A. stewarti має великі зуби з чітким ослабленням, подібні до вимерлого A. washingtonense та сучасного виду A. spicatum. Зуби мають складне третинне жилкування, що є рідкісною рисою для видів, тісно пов'язаних з A. spicatum. Самари A. stewarti мають нечіткий фланець уздовж помітно роздутого горішка та жилки, що гостро розходяться і рідко анастомують. Загальна форма горішка яйцеподібна із середньою довжиною самари до 3.2 сантиметрів і шириною крил 1.1 сантиметра. Парні самари цього виду мають кут прикріплення 40°, а дистальна частина горішка і крила утворюють широку борозну. Попри те, що за морфологією вони дуже схожі на A. hillsi, ці два споріднені види можна розділити за загальною морфологією горішка, при цьому A. hillsi має асиметрично роздутий горішок більш яйцюватої форми, тоді як A. stewarti має повністю роздутий горішок круглого контуру.